# ナッターウィーラヌット・トーンミー
ナッターウィーラヌット・トーンミー（Natthaweeranuch Thongmee,ณัฐฐาวีรนุช ทองมี、1979年10月28日 - ）は、タイの女優。

## 出演作品
- 心霊写真 ชัตเตอร์ กดติดวิญญาณ (2004)（ジェーン）